# Holomitrium vaginatum
Holomitrium vaginatum là một loài rêu trong họ Dicranaceae. Loài này được Hook. Brid. mô tả khoa học đầu tiên năm 1826.